# 12621 Alsufi
12621 Alsufi là một tiểu hành tinh vành đai chính với chu kỳ quỹ đạo là c. 2000 ngày (5.48 năm).
Nó được phát hiện ngày 24 tháng 9 năm 1960.